# Cryptus minator
Cryptus minator là một loài tò vò trong họ Ichneumonidae.